# Computer & Communication Industry Association
A Computer & Communication Industry Association ou CCIA ("Associação da Indústria de Computadores e Comunicações") é uma organização internacional sem fins lucrativos estadunidense fundada em 1972, e também um grupo de interesse que representa grandes empresas de TIC. Declaradamente, dedica-se à promoção de "mercados abertos, sistemas abertos e redes abertas". Seus membros incluem empresas de classe mundial como Amazon, Apple, Cloudflare, eBay, Meta (Facebook), Google, Intel, Intuit, Nord Security, Opera, Pinterest, Shopify, Uber e Waymo. A CCIA também controla o site Patent Progress.

## Localização
A sede da organização fica em Washington, e conta com um escritório de representação em Bruxelas para as relações com a União Europeia.

## Atividades de lobby
A associação intervém em processos judiciais, incluindo aqueles que envolvem quantias extremamente altas, como o que opôs a Samsung à Apple (no caso em pauta, a CCIA apoiou o pleito da Samsung). Também tentou ingressar no caso da Microsoft contra a Comunidade Europeia, mas seu pedido foi rejeitado pelo juiz. A associação financiou estudos para demonstrar os perigos do excesso de litígios sobre patentes para o desenvolvimento tecnológico, e também participou de audiências no Senado dos Estados Unidos.
Seguindo a tradição americana, ele também realiza lobby corporativo por uma melhor definição de fair use e uma interpretação mais ampla da Lei dos Direitos Autorais do Milênio Digital, publicando documentos que demonstram a importância do fair use na economia estadunidense. Ele também atua ativamente na expansão do uso gratuito da internet na China, como no caso "Google versus China".

### CCIA e o Brasil
A CCIA monitora as ações do executivo e legislativo brasileiros que possam ser consideradas prejudiciais aos interesses dos seus membros ("Big Techs"). Isso abrange, por exemplo, "desde a Taxa das Blusinhas à suspensão da rede social X por determinação de Alexandre de Moraes".
Em julho de 2025, simultaneamente ao anúncio do governo Trump de que estaria investigando práticas comerciais do Brasil (e impondo ao país uma taxação de 50%), a entidade publicou uma nota em que aplaude esta iniciativa: